# Mas Geli
El Mas Geli és una casa de Cornellà del Terri (Pla de l'Estany) inclosa a l'Inventari del Patrimoni Arquitectònic de Catalunya.

## Descripció
Edifici rectangular desenvolupat en planta semi-soterrani i dues plantes superiors. La coberta és de teula àrab a tres vessants, acabada amb un ràfec de quatre fileres, amb combinació de teula i rajol pla. Les parets portants són de maçoneria i als angles hi ha carreus. Les façanes són arrebossades imitant l'especejament de la pedra.
L'accés al semi-soterrani es fa per una porta dovellada d'arc de mig punt, les obertures del primer i segon pis són emmarcades per carreus i llindes de pedra d'una sola peça. Els carreus són emmotllurats en el primer pis i cisellats en el segon.
Són remarcables les quatre finestres cantoneres situades als angles de llevant, algunes tapades. Els sostres del semi-soterrani són fets amb volta de rajol pla i amb volta de llosa de pedra de Banyoles. La sala principal és coberta amb volta d'ansa paner enguixada deixant vistos dos arcs torals de pedra de Banyoles. El terra és cobert per rajoles d'argila de 10cmx10cm. Les portes interiors són emmarcades per carreus emmotllurats.

## Història
En el semi-soterrani hi ha una llinda que porta cisellat l'any 1595. Prop d'aquesta llinda hi ha una pedra a la paret en la que hi ha cisellats uns noms il·legibles, entre ells el de Geli i l'any 1592.
A les llindes de les portes interiors, que donen a la sala, hi ha les següents inscripcions cisellades: una amb l'any 1693, una altra amb JANER 1608, altra amb 1696 i en una altra l'any de manera il·legible i l'escut familiar esculpit a la pedra.
A la llinda d'una finestra de la façana hi ha l'any 1696. A la cuina hi ha una aigüera amb dos forats semiesfèrics, on hi figura l'any 1876.